# Ульянов, Георгий Семёнович
Георгий Семёнович Ульянов (30 августа 1924, Курбатова, Щучье-Озерский район — 10 октября 1994, Богородск, Пермская область) — Гвардии сержант Рабоче-крестьянской Красной Армии, участник Великой Отечественной войны, Герой Советского Союза (1945).

## Биография
Георгий Ульянов родился 30 августа 1924 года в деревне Курбатово (ныне — Октябрьский район Пермского края). После окончания шести классов школы работал в колхозе. В ноябре 1942 года Ульянов был призван на службу в Рабоче-крестьянскую Красную Армию. С марта 1943 года — на фронтах Великой Отечественной войны. В боях три раза был ранен.
К ноябрю 1944 года гвардии сержант Георгий Ульянов командовал пулемётным расчётом 265-го гвардейского стрелкового полка 86-й гвардейской стрелковой дивизии 10-го гвардейского стрелкового корпуса 46-й армии 2-го Украинского фронта. Отличился во время освобождения Венгрии. 5 ноября 1944 года расчёт Ульянова отразил четыре немецкие контратаки, нанеся противнику большие потери. Когда его пулемёт был повреждён взрывом, Ульянов с товарищами продолжал отбиваться гранатами, сам был тяжело ранен, но продолжал сражаться.
Указом Президиума Верховного Совета СССР от 24 марта 1945 года за «мужество и героизм, проявленные в боях за Будапешт», гвардии сержант Георгий Ульянов был удостоен высокого звания Героя Советского Союза с вручением ордена Ленина и медали «Золотая Звезда» за номером 8143.
В апреле 1945 года Ульянов по инвалидности был демобилизован. Проживал и работал в Богородске. Скончался 10 октября 1994 года.
Был также награждён орденом Отечественной войны 1-й степени и рядом медалей.